# Janne Karlsson (ishockeytränare född 1964)
Jan "Janne" Peter Karlsson, född 30 maj 1964 i Kiruna, är en svensk ishockeytränare och före detta spelare. Han är för närvarande ungdomsansvarig för Växjö Lakers.

## Biografi
Jan Karlsson växte upp i Kiruna dit familjen flyttade tillbaka efter pappan Becke Karlssons spel i Tingsryd. Janne fostrades som hockeyspelare i Kiruna AIF liksom hans äldre, och mer meriterade, äldre bror Lars Karlsson (VM-guld, SM-guld, stor grabb etc:). Som elitseriespelare har Janne Karlsson varit verksam i bland annat VIK Hockey och Modo. Som tränare ledde Karlsson Växjö Lakers upp i Elitserien 2011. Han hade då varit huvudtränare i klubben sedan 2007. Karlsson stannade som huvudtränare till den 14 oktober 2012, då han sparkades. Bara dagar senare meddelades det att han gick in som ny huvudtränare för Karlskrona HK. Senare tränande han även Södertälje SK.

## Klubbar

### Som spelare[1]
- Kiruna AIF
- Modo Hockey
- VIK Hockey
- Avesta BK
- Storhamar, Norge
- Huddinge IK

### Som tränare
- IF Björklöven (2003–2004)
- Mörrums GoIS IK (2006–2007)
- Växjö Lakers (2007–2012)
- Karlskrona HK (2012–2014)
- Södertälje SK (2014–2015)